# Ann Turkel

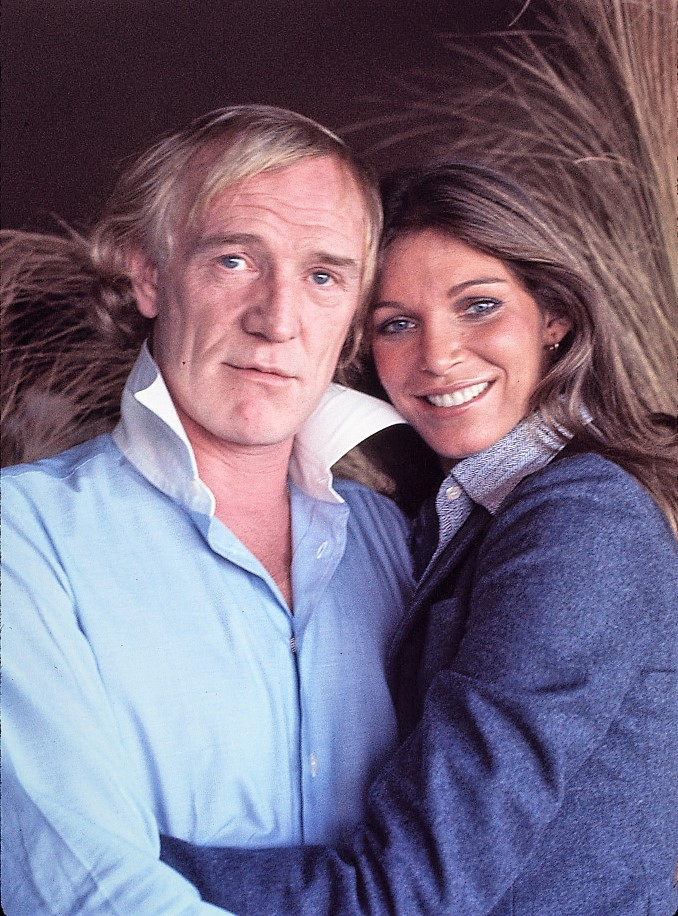
Ann Turkel mit ihrem Ehemann Richard Harris (1977)

Ann Kathryn Turkel (* 16. Juli 1946 in New York City, New York) ist eine US-amerikanische Schauspielerin und ehemaliges Fotomodell.

## Leben
Turkel wuchs in Manhattan auf und studierte an der Musical Theatre Academy. Im Alter von 16 Jahren wurde sie von einer Mitarbeiterin der Vogue als Fotomodell entdeckt und war kurz darauf auf dem Titelblatt der Zeitschrift zu sehen. Danach wurde sie von Firmen wie Revlon und Chanel für Werbeanzeigen gebucht. 1968 trat sie in der Filmkomödie Papierlöwe mit Alan Alda und Lauren Hutton erstmals in einer kleinen Nebenrolle in einem Spielfilm auf. 1974 erhielt sie eine größere Nebenrolle an der Seite von Richard Harris in John Frankenheimers Actionfilm König Ballermann, für die sie als beste Nachwuchsdarstellerin für den Golden Globe Award nominiert wurde. Noch im selben Jahr heiratete sie Harris und in der Folge waren beide in mehreren Spielfilmen zusammen zu sehen, darunter Treffpunkt Todesbrücke und Rendezvous mit dem Tod. Für den Soundtrack zu Treffpunkt Todesbrücke sang sie auch das Lied I’m Still On My Way. Außerdem veröffentlichte sie in Frankreich eine Single, Don’t Forget About Me.
1982 wurde die Ehe mit Harris geschieden. Turkel war in den darauffolgenden Jahren als Gaststar in verschiedenen Fernsehserien wie Fantasy Island, Knight Rider, Love Boat und Street Hawk zu sehen. Zudem spielte sie in verschiedenen Fernsehfilmen und übernahm die Titelrolle der Modesty Blaise im gleichnamigen Pilotfilm, der aber nicht als Fernsehserie verwirklicht wurde. Zuletzt hatte sie 2006 eine kleine Nebenrolle in Tony Scotts Science-Fiction-Film Déjà Vu – Wettlauf gegen die Zeit.

## Filmografie (Auswahl)
- 1968: Papierlöwe (Paper Lion)
- 1974: König Ballermann (99 and 44/100% Dead)
- 1976: Treffpunkt Todesbrücke (The Cassandra Crossing)
- 1977: Rendezvous mit dem Tod (Golden Rendezvous)
- 1978: Zum Überleben verdammt (Ravagers)
- 1980: Das Grauen aus der Tiefe (Humanoids from the Deep)
- 1982: Ein Colt für alle Fälle (The Fall Guy)
- 1982: Fantasy Island
- 1982: Modesty Blaise
- 1983: Knight Rider (Fernsehserie, vier Folgen)[3][4][5][6]
- 1983: Love Boat
- 1984: Mike Hammer (Mickey Spillane’s Mike Hammer, Fernsehserie, eine Folge)
- 1985: Street Hawk (Fernsehserie, eine Folge)
- 1985: Trio mit vier Fäusten (Riptide)
- 1986: Agentin mit Herz (Scarecrow and Mrs. King)
- 1986: Harrys wundersames Strafgericht (Night Court)
- 1986: Mord ist ihr Hobby (Murder, She Wrote)
- 1991: Palm Beach-Duo (Silk Stalkings)
- 1995: Highlander (Fernsehserie)
- 2000: X-Factor: Das Unfassbare (Beyond Belief: Fact or Fiction)
- 2006: Déjà Vu – Wettlauf gegen die Zeit (Deja Vu)

## Auszeichnungen
- 1975: Golden-Globe-Award-Nominierung für König Ballermann